# Liste italienischer Militäreinsätze
(Unvollständige) Liste italienischer Militäreinsätze im Ausland (in der Regel ohne Kriegsteilnahmen):

## Vor 1945
- Kreta (1897–1906; mit Vereinigtem Königreich, Russland und Frankreich wegen Zusammenstößen zwischen Christen und Moslems)
- Venezuela-Krise (1902–1903)
- Albanien (1914–1920)
- Mazedonien (1916–1918)
- Sinai-Halbinsel (1917–1919)
- Oblast Murmansk (1918–1919)
- Mandschurei (1918–1920)
- Türkei, Konstantinopel, Dardanellen (1918–1923)
- Türkei, Südwesten Anatoliens (1919–1922)
- Oberschlesien (1920–1922; Volksabstimmung in Oberschlesien)
- Thrakien (1925; Waffenstillstand zwischen Griechen und Bulgaren)
- Saargebiet (1934–1935)
- China, Shanghai (1937–1938; Schutz internationaler Vertretungen wegen Japanisch-Chinesischem Krieg)

## UNO-Einsätze
- Italienisches Treuhandgebiet Somalia (1950–1960)
- ONUC – Demokratische Republik Kongo (1960–1962)
- UNIFIL – Libanon (seit 1979)
- UNTAG – Namibia (1989–1990)
- UNOCA – Afghanistan (März 1989 – Oktober 1990)
- UNOSOM – Operation Ibis – Somalia (1992–1994)
- ONUMOZ – Operation Albatros – Mosambik (1993–1994)
- UNMIBH – IPTF – Bosnien-Herzegowina
- UNMIS – Operation Nilo – Sudan (2005–2006)

## NATO-Einsätze
- Operation Deliberate Force – Ex-Jugoslawien (1995)
- IFOR/SFOR – Bosnien-Herzegowina (1995–2004)
- Operation Joint Guarantor – Mazedonien (1998–1999)
- Operation Allied Force – Serbien, Kosovo (1999)
- KFOR – Kosovo (seit 1999)
- Operation Allied Harbour – Albanien (1999)
- Operation Essential Harvest – Mazedonien (2001)
- Operation Active Endeavour – Östliches Mittelmeer (seit 2001)
- Operation Amber Fox – Allied Harmony – Mazedonien (2002–2003)
- Operation Sparviero – ISAF – Afghanistan (seit 2003; 08/05-05/06 NRDC-IT)
- Operation Allied Provider – Piraterie vor der Küste Somalias (2008)

## EU-Einsätze
- EUFOR – Concordia – Mazedonien (2003)
- EUFOR – Althea – Bosnien-Herzegowina (seit 2004)
- EUFOR – RD Kongo – DR Kongo (2006, Lufttransport)
- EUTM Somalia (seit 2010)
- EUTM Mali (seit 2013)
- EUFOR RCA – Zentralafrikanische Republik (seit 2014)

## Weitere internationale Einsätze
- Operationen Libanon 1 und Libanon 2 (1982–1984)
- Minenräumeinsatz im Roten Meer/14º Gruppo navale (1984)
- Desert Shield/Desert Storm – Persischer Golf, Irak, Kuwait (1990–1991)
- Operation Airone – Kurdistan (1991)
- Operation Ippocampo – Ruanda (1994)
- Operation Alba – Albanien (1997)
- Operation Stabilize – Osttimor (1999–2000)
- ISAF – Afghanistan (2002–2003)
- Operation Enduring Freedom/Nibbio – Afghanistan (seit 2003)
- Operation Enduring Freedom/Mare Sicuro – Indischer Ozean (seit 2003)
- Operation Antica Babilonia – Irak (2003–2006)

## Nationale Einsätze
- Missione Golfo – Flottenverband 18º Gruppo navale – Persischer Golf (1987–1988)
- Missione Pellicano – Albanien (1991–1993)
- Mare Nostrum (Marineoperation) (2013–2014; Nachfolgeeinsatz OSSMMC seit 2014, daneben Triton)

## Beobachtereinsätze
- UNMOGIP – Indien und Pakistan (seit 1949)
- UNTSO – Syrien, Israel, Libanon, Ägypten (seit 1958)
- MINURSO – Westsahara (seit 1991)
- UNIIMOG – Iran und Irak (August 1988 – Februar 1991)
- UNIKOM – Irak und Kuwait (1991–2003)
- UNAVEM – Angola (1995)
- MONUC – Kongo (1999–2003)
- UNMEE – Äthiopien und Eritrea (seit 2000)
- UNOWA – Senegal (2004–2005)
- Multinational Force and Observers (MFO) – Sinai (seit 1982)
- OSZE/KVM – Kosovo (seit 1998)
- EUMM – Jugoslawien (seit 1991)
- JMM/JMC – Sudan (seit 2000)

## Militärberatung und technische Unterstützung
- Malta (seit 1973)
- Marokko (1977–1990)
- Somalia (mit Unterbrechungen seit 1983)
- Kuwait (1990)
- Albanien (seit 1997)
- Libyen (seit 2011)